# Кларі Тольнаї
Кларі Тольнаї (угор. Tolnay Klári, справжнє ім'я Розалія Тольнаї (угор. Tolnay Rozália; 27 липня 1914, Будапешт, Угорщина — 27 жовтня 1998, там же) — угорська актриса театру і кіно.

## Біографія
З 1934 року виступала в будапештських театрах («Вигсинхазе» та інших). У кіно дебютувала в тому ж 1934 році. Починаючи з 1960-х років створювала на екрані переважно образи матерів. Знімалася у багатьох провідних угорських режисерів: Ладіслао Вайди, Геза фон Больварі, Мартона Келеті, Карою Макк, Іштвана Сабо, Золтан Фабрі, Золтана Варконі, Андраша Ковача.
Була двічі одружена з режисером Акошем Ратоньї та за актором Іваном Дарвашем.

## Вибрана фільмографія
- 1934 — Казкове авто / Meseautó — Шарі
- 1939 — Іштван Борш / Bors István — Ілонка
- 1940 — Королева Ержебет / Erzsébet királyné — Іда Латкоци
- 1947 — Облога Бестерце / Beszterce ostroma — Аполька (за романом Кальмана Миксата)
- 1951 — Дерине / Déryné — Дерине (у радянському прокаті «Мрія актриси»)
- 1958 — Що за ніч! / Micsoda éjszaka! — Клара Каршаї
- 1960 — Світанок / Virrad — Elza, Szabó felesége (у радянському прокаті «Світає»)
- 1960 — По газонах ходити дозволяється / Füre lépni szabad — Anna, Kéri felesége
- 1962 — Земля ангелів / Angyalok földje — Miklós anyja
- 1963 — Як справи, хлопче? / Hogy állunk, fiatalember? — Балінтне
- 1964 — Жайворонок / Pacsirta — Tóni, Vajkayné (у радянському прокаті «Улюблений деспот»)
- 1966 — Батько / Apa — Аня
- 1967 — Вдова і капітан / Az özvegy és a százados — Йожефне Холло
- 1967 — Після сезону / Utószezon — Силадьине
- 1967 — Заповіт копаньского агі / A koppányi aga testamentuma — Гашпарне Бабочі (у радянському прокаті «Заповіт турецького аги»)
- 1970 — Ференц Лист — Мрії любові / Szerelmi álmok — Liszt — Козіма, дочка Аркуша (спільно з СРСР)
- 1970 — Лицем до лиця / Szemtöl szembe — Sajbánné
- 1976 — Чорні алмази / Fekete gyémántok — графиня Тойделінда
- 1977 — Легато / Legato — Рожіка Заркоци
- 1978 — Не можу жити без музики / Nem élhetek muzsikaszó nélkül — Zsani néni
- 1981 — На всякого мудреця досить простоти / Hogyan csináljunk karriert? — Турусіна, багата вдова (за п'єсою Олександра Островського)
- 1985 — Червона графиня / A vörös grófnö — Geraldin, Károlyi nevelõanyja

## Нагороди
- 1951 — Премія імені Кошута;
- 1952 — Премія імені Кошута;
- 1953 — Народний артист ВНР.